# Gouchaupre
Glicourt ist eine Commune déléguée in der französischen Gemeinde Petit-Caux mit 196 Einwohnern (Stand 1. Januar 2022) im Département Seine-Maritime in der Region Normandie. Die Einwohner werden Gouchaupréens genannt.
Die Gemeinde Gouchaupre wurde am 1. Januar 2016 mit 17 weiteren Gemeinden zur Commune nouvelle Petit-Caux zusammengeschlossen. Sie hat seither den Status einer Commune déléguée. Die Gemeinde Gouchaupre gehörte zum Arrondissement Dieppe und zum Kanton Dieppe-2 (bis 2015: Kanton Envermeu).
Gouchaupre liegt etwa 16 Kilometer östlich vom Stadtzentrum von Dieppe.

## Bevölkerungsentwicklung
| Jahr                     | 1962 | 1968 | 1975 | 1982 | 1990 | 1999 | 2006 | 2013 |
| Einwohner                | 139  | 122  | 129  | 150  | 157  | 152  | 163  | 197  |
| Quelle: Cassini und INSE |      |      |      |      |      |      |      |      |

## Sehenswürdigkeiten

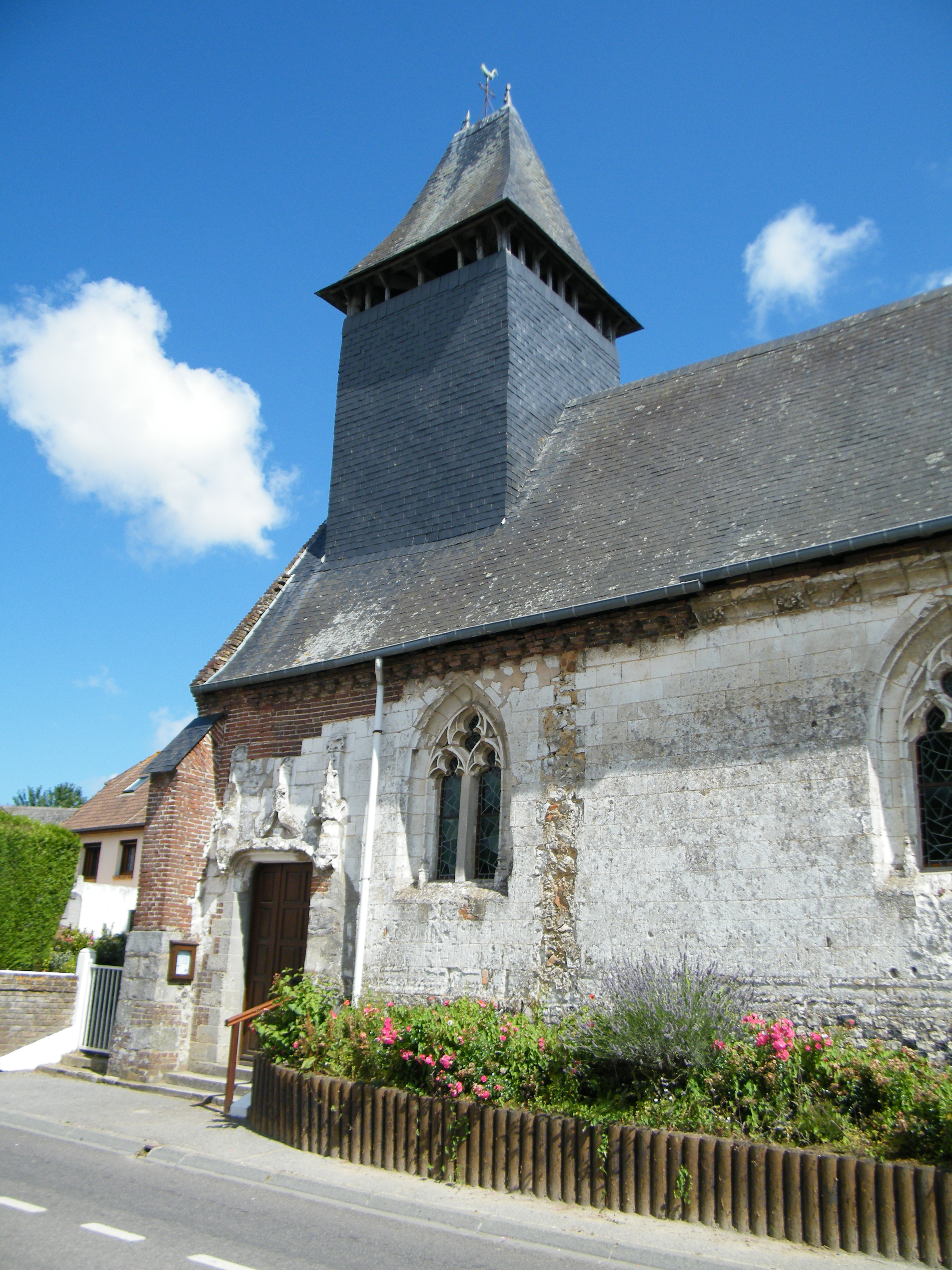
Kirche Saint-Jean-Baptiste

- Kirche Saint-Jean-Baptiste